# Bylice (Pomerania Occidental)
Bylice [pronunciación en polaco: /bɨˈEncendido͡sɛ/] (en alemán: Lindenbusch) es un pueblo ubicado en el distrito administrativo de Gmina Przelewice, dentro del Condado de Pyrzyce, Voivodato de Pomerania Occidental, en el norte de Polonia occidental. Se encuentra aproximadamente a 6 kilómetros al suroeste de Przelewice, a 10 kilómetros al sureste de Pyrzyce, y a 47 kilómetros al sureste de la capital regional Szczecin.
Antes de 1945, el área fue parte de Alemania. Para la historia de la región, véase Historia de Pomerania.